# David M. Potts (Bauingenieur)
David Malcolm Potts (* 26. April 1952) ist ein britischer Bauingenieur (Geotechnik).

## Werdegang
Potts studierte Bauingenieurwesen am King’s College London (Bachelor-Abschluss) und wurde an der University of Cambridge in Bodenmechanik promoviert (Ph. D.). Außerdem erhielt er einen D.Sc. in Bodenmechanik am Imperial College London. Nach seiner Promotion forschte er in Cambridge und danach an Offshore-Problemen an den Shell Research Laboratories in den Niederlanden.
Seit 1979 lehrt er am Imperial College London. Potts ist Professor für Rechenverfahren in der Bodenmechanik (Analytical Soil Mechanics) am Imperial College London, Leiter der Abteilung Bodenmechanik und stellvertretender Leiter der Fakultät für Bauingenieurwesen und Umwelttechnik. Er ist Direktor von GCG Computing Ltd. bei der Geotechnical Consulting Group (GCG).
Er ist bekannt für numerische Modellierung in der Geotechnik. Von ihm stammt des Imperial College Finite Element Program (ICFEP).
2002 hielt er die Rankine Lecture (Numerical analysis: a virtual dream or practical reality ?). Er ist Fellow der Royal Academy of Engineering und Fellow der Institution of Civil Engineers.

## Schriften
- Als Mitautor: Guidelines for the use of advanced numerical analysis, Thomas Telford 2002
- mit Lidija Zdravkovic: Finite element analysis in geotechnical engineering, Thomas Telford, 1999, 2001